# Lee (cognome coreano)
Lee (in cinese 李S, in coreano 이, 리?, 李, 㛅, 伊, 利, 怡, 異?) è un cognome di lingua cinese e coreana.

## Possibili trascrizioni
I, Li, Ree, Rhee, Rhie, Ri, Rie, Yi.

## Origine e diffusione
Con Lee si identificano due cognomi: il primo tipicamente inglese e il secondo in  uso in Cina e Corea; quest'ultimo è una variante di traslitterazione di 李 (Li), che significa "albero di pruno".
Si tratta del 2º cognome per diffusione in Corea secondo i dati del Korean National Statistics Office del 2015. Conta circa 7307237 presenze.

## Persone
- Lee Ji-eun, meglio nota come IU, cantante sudcoreana
- Syngman Rhee, politico e dittatore sudcoreano
- Lee Tae-min, ballerino, cantante e attore sudcoreano